# (33264) Maryrogers
(33264) Maryrogers est un astéroïde de la ceinture principale.

## Description
(33264) Maryrogers est un astéroïde de la ceinture principale. Il fut découvert le 21 avril 1998 à Socorro (Nouveau-Mexique) par le projet LINEAR. Il présente une orbite caractérisée par un demi-grand axe de 3,18 UA, une excentricité de 0,11 et une inclinaison de 2,3° par rapport à l'écliptique.